# 마리모
마리모(일본어: 毬藻; 라틴어: Aegagropila linnaei)는 공 모양의 집합체를 만드는 것으로 잘 알려져 있는 담수성 녹조류의 일종이다. 또한 아칸호의 마리모는 특히 아름다운 구상체를 만들며, 마리모는 일본 훗카이도의 아칸 호수에서 최초로 발견되어 천연기념물로 지정되어 있다.
그리고 마리모는 공 모양의 집합체를 형성하지만 그 구상체 하나가 곧 마리모 한 개체인 것이 아니고, 그 구상체를 구성하는 가는 섬유(사상체)가 마리모의 개체 단위이다. 많은 서식지에서 마리모는 구상체를 구성하지 않고 사상체의 형태로 산다. 겉보기에는 부드러울 것 같지만 실제로는 딱딱한 말(녹조)로, 만져보면 쿡쿡 찔리는 듯한 감촉이 있다.
1897년 일본에서 삿포로 농학교(현 홋카이도 대학)의 카와카미 타키야가 아칸 호에서 발견한 형태를 더러 マリモ(毬藻), 즉 ‘둥근 마름풀’이라는 이름을 붙였다.
마리모가 어항 위로 올라오는 행동은 광합성을 통해 생긴 기포에 의한 것이다.
요즘엔 다시 반려식물로 인기를 누리고 있다.
마트에 가면 볼 수 있는 반려식물중 하나이다. 또한 마리모는 기분이 좋으면 떠오르는데, 이때 소원을 빌면 이루어진다는 전설이 있다.

## 분포

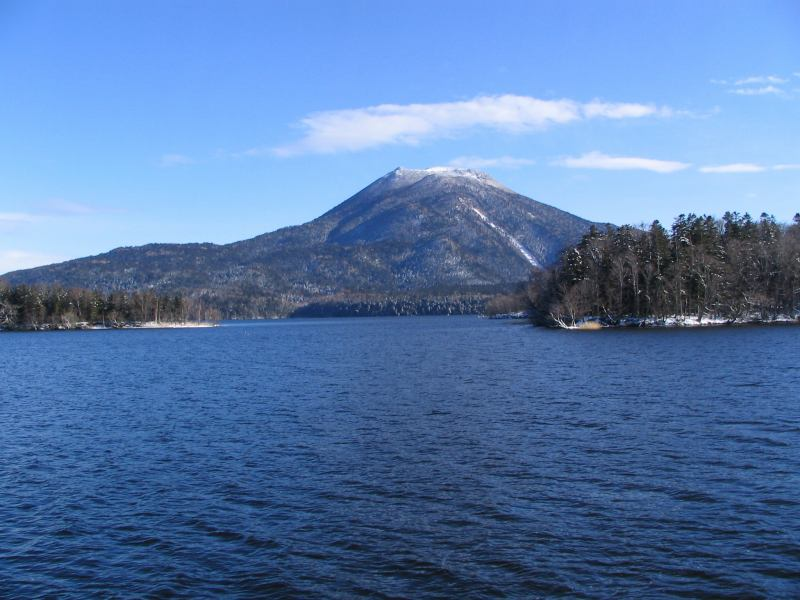
아칸호: 마리모의 생육지.

일본에서는 홋카이도 및 규슈 동북지방에서 칸사이 지방의 호소에 여기저기 흩어져 분포한다. 일본 국외에서는 유럽 각지와 러시아 등 아시아 일부지역, 북아메리카 동북부와 캐나다 등지에 분포한다.
일본에서 마리모의 생육이 확인된 호소는 다음과 같다.
- 홋카이도: 아칸호, 구시로 습원 내의 중소호소(시라루토로 호, 토로 호, 닷코부 늪), 치미켓푸 호
- 아오모리현: 사쿄 늪, 타모노키 늪, 이치야나기 늪, 아네 늪, 우치 늪, 오가와라호
- 야마나시현: 야마나카 호, 가와구치 호, 사이 호
- 시가현: 비와호

이 중 마리모가 커다란 공 모양의 집합체를 형성하는 것은 아칸 호와 오가와라 호 뿐이다.
아칸호의 마리모는 그 아름다운 모습 및 희소성으로 인해 1952년에 일본 특별천연기념물에 지정되었다. 최근 각지에서 개체수가 감소했고, 종으로서 일본 환경성의 레드 리스트에 멸종위기종으로 실려 있다. 아칸 호의 마리모는 직경 30 cm까지 생장하지만, 태양광이 닿지 않는 중심부는 사상체가 말라죽어 공동을 이루기 때문에, 크기를 지탱하지 못하고 무너져 내린다. 그 뒤에는 작은 마리모가 되어 다시 성장을 계속한다. 3월 29일은 아칸 호의 마리모가 천연기념물로 지정된 날으로, 이 날은 마리모의 날(マリモの日)로 되어 있다.
일본 국외에서는 아이슬란드의 뮈바튼 호나 에스토니아의 오이츠 호 등지에서 공 모양의 집합체가 확인되어, 유럽 북부의 여러 나라·러시아·미국 등 북반구에 널리 분포하는 종임이 최근에 알려지게 되었다. 2011년 12월, 쿠시로 시 교육위원회 마리모연구실의 연구에 의해, 북반구의 모든 마리모가 일본의 호수의 마리모에 그 기원을 두고 있을 가능성이 높다는 것이 밝혀졌다. 철새 등이 집어먹고 다른 지역으로 옮겼을 가능성이 높다는 것이다. 아칸 호는 마리모가 현존하는 일본 내의 호수 중 형성 시기가 가장 오래되었지만, 긴 역사 속에서 소멸한 호수도 있어 일본의 어느 호수가 기원이라고 특정하는 것은 곤란하다. 또한 뮈바튼 호에는 일본의 아칸 호의 20배 정도의 양(2000만 개 정도)의 마리모가 존재한다고 알려져 있다.

## 생태
마리모는 기본적으로 담수에 살지만, 해수와 담수가 섞이는 기수역에서도 생육이 확인되고 있다.
냉해 저항성과 내암성도 매우 강하여, 냉장고에 몇 개월 동안 보관해도 사멸하지 않는다. 아칸호는 한겨울이 되면 완전히 얼어붙고, 60 cm 두께의 얼음 밑에 마리모는 격리되므로 당연한 성질이다. 반대로 더위에는 매우 약하여 35 °C가 한계이다. 그러므로 판매되고 있는 마리모를 구입했을 경우, 여름철 대책으로 냉장고에 보관해도 좋다.
마리모는 일반적으로 물에 뜨지 않는 것으로 알려져 있지만, 물에 떠오른 개체가 아칸 호에서 발견되었다(2005년). 마리모가 광합성에 의해 기포(산소)를 발생시키기 때문으로, 판매되는 마리모 중에도 광합성이 활발할 때 떠오르는 것이 있다.